# Parastasia dalatina
Parastasia dalatina är en skalbaggsart som beskrevs av Kuijten 1992. Parastasia dalatina ingår i släktet Parastasia och familjen Rutelidae. Inga underarter finns listade i Catalogue of Life.